# 44. ceremonia wręczenia Oscarów
44. ceremonia rozdania Oscarów odbyła się 10 kwietnia 1972 roku w Dorothy Chandler Pavilion w Los Angeles.

## Wykonawcy piosenek
- „The Age of Not Believing” – Debbie Reynolds
- „All His Children” – Charley Pride & The Mitchell Singing Boys
- „Bless the Beasts & Children” – The Carpenters
- „Life Is What You Make It” – Johnny Mathis
- „Theme from Shaft” – Isaac Hayes

## Laureaci

### Najlepszy film
- Philip D’Antoni – Francuski łącznik
- Stanley Kubrick –  Mechaniczna pomarańcza
- Norman Jewison –  Skrzypek na dachu
- Stephen J. Friedman –  Ostatni seans filmowy
- Sam Spiegel –  Mikołaj i Aleksandra

### Najlepszy aktor
- Gene Hackman – Francuski łącznik
- Topol –  Skrzypek na dachu
- George C. Scott –  Szpital
- Walter Matthau –  Kotch
- Peter Finch –  Ta przeklęta niedziela

### Najlepszy aktor drugoplanowy
- Ben Johnson – Ostatni seans filmowy
- Leonard Frey –  Skrzypek na dachu
- Roy Scheider –  Francuski łącznik
- Jeff Bridges –  Ostatni seans filmowy
- Richard Jaeckel –  Rodzina Stamperów

### Najlepsza aktorka
- Jane Fonda – Klute
- Vanessa Redgrave –  Maria, królowa Szkotów
- Julie Christie –  McCabe i pani Miller
- Janet Suzman –  Mikołaj i Aleksandra
- Glenda Jackson –  Ta przeklęta niedziela

### Najlepsza aktorka drugoplanowa
- Cloris Leachman – Ostatni seans filmowy
- Ann-Margret –  Porozmawiajmy o kobietach
- Margaret Leighton –  Posłaniec
- Ellen Burstyn –  Ostatni seans filmowy
- Barbara Harris –  Kim jest Harry Kellerman i dlaczego wygaduje o mnie te okropne rzeczy?

### Najlepsza scenografia i dekoracje wnętrz
- John Box, Ernest Archer, Jack Maxsted, Gil Parrondo i Vernon Dixon – Mikołaj i Aleksandra
- Boris Leven, William H. Tuntke, Ruby R. Levitt –  Tajemnica Andromedy
- John B. Mansbridge, Peter Ellenshaw, Emile Kuri, Hal Gausman –  Bedknobs and Broomsticks
- Robert F. Boyle, Michael Stringer, Peter Lamont –  Skrzypek na dachu
- Terence Marsh, Robert Cartwright, Peter Howitt –  Maria, królowa Szkotów

### Najlepsze zdjęcia
- Oswald Morris – Skrzypek na dachu
- Owen Roizman –  Francuski łącznik
- Robert Surtess –  Ostatni seans filmowy
- Freddie Young –  Mikołaj i Aleksandra
- Robert Surtess –  Lato roku 1942

### Najlepsze kostiumy
- Yvonne Blake i Antonio Castillo – Mikołaj i Aleksandra
- Bill Thomas –  Bedknobs and Broomsticks
- Margaret Furse –  Maria, królowa Szkotów
- Piero Tosi –  Śmierć w Wenecji
- Morton Haack –  Co się stało z Helen?

### Najlepsza reżyseria
- William Friedkin – Francuski łącznik
- Stanley Kubrick –  Mechaniczna pomarańcza
- Norman Jewison –  Skrzypek na dachu
- Peter Bogdanovich –  Ostatni seans filmowy
- John Schlesinger –  Ta przeklęta niedziela

### Pełnometrażowy film dokumentalny
- Walon Green –  The Hellstrom Chronicle
- Alan Landsburg – Alaska Wilderness Lake
- Marcel Ophüls – Le Chagrin et la pitié
- Bruce Brown – On Any Sunday
- Lennart Ehrenborg, Thor Heyerdahl – Ra

### Krótkometrażowy film dokumentalny
- Manuel Arango i Robert Amram –  Sentinels Of Silence
- Han Van Gelder – Adventures in Perception
- Julian Krainin, DeWitt Sage – Art Is...
- Donald Wrye – The Numbers Start with the River
- Hal Riney, Dick Snider, Woody Omens – Somebody Waiting

### Najlepszy montaż
- Gerald B. Greenberg – Francuski łącznik
- Stuart Gilmore, John W. Holmes –  Tajemnica Andromedy
- Bill Butler –  Mechaniczna pomarańcza
- Ralph E. Winters –  Kotch
- Folmar Blangsted –  Lato roku 1942

### Najlepszy film nieangielskojęzyczny
- Włochy – Ogród Finzi-Continich, reż. Vittorio De Sica
- ZSRR – Czajkowski, reż. Igor Tałankin
- Japonia – Dō desu ka den, reż. Akira Kurosawa
- Izrael – Ha-Shoter Azulai, reż. Ephraim Kishon
- Szwecja – Emigranci, reż. Jan Troell

### Najlepsza muzyka w dramacie
- Michel Legrand – Lato roku 1942
- John Barry –  Maria, królowa Szkotów
- Richard Rodney Bennett –  Mikołaj i Aleksandra
- Isaac Hayes –  Shaft
- Jerry Fielding –  Nędzne psy

### Najlepsza adaptacja muzyki/dobór piosenek
- John Williams – Skrzypek na dachu
- Richard M. Sherman, Robert B. Sherman i Irwin Kostal –  Gałki od łóżka i kije od miotły
- Peter Maxwell Davies i Peter Greenwell –  Boy Friend
- Dimitri Tiomkin –  Czajkowski
- Leslie Bricusse, Anthony Newley i Walter Scharf –  Willy Wonka i fabryka czekolady

### Najlepsza piosenka filmowa
- Isaac Hayes – Temat z filmu Shaft
- Richard M. Sherman, Robert B. Sherman –  „The Age of Not Believing”
z filmu Bedknobs and Broomsticks
- Barry De Vorzon, Perry Botkin Jr. –  „Bless the Beasts and the Children”
z filmu Szkoła kowbojów
- Marvin Hamlisch, Johnny Mercer –  „Life Is What You Make It”
z filmu Kotch
- Henry Mancini, Alan Bergman, Marilyn Bergman –  „All His Children”
z filmu Rodzina Stamperów

### Najlepszy dźwięk
- Gordon K. McCallum i David Hildyard – Skrzypek na dachu
- Gordon K. McCallum, John W. Mitchell, Al Overton –  Diamenty są wieczne
- Theodore Soderberg, Christopher Newman –  Francuski łącznik
- Richard Portman, Jack Solomon –  Kotch
- Bob Jones, John Aldred –  Maria, królowa Szkotów

### Najlepsze efekty specjalne
- Alan Maley, Eustace Lycett i Danny Lee – Bedknobs and Broomsticks
- Jim Danforth, Roger Dicken –  Gdy dinozaury władały światem

### Krótkometrażowy film animowany
- Ted Petok –  The Crunch Bird
- Michael Mills – Evolution
- Peter Sander, Murray Shostak – The Selfish Giant

### Krótkometrażowy film aktorski
- Manuel Arango i Robert Amram –  Centinelas del silencio
- Denny Evans, Ken Greenwald – Good Morning
- Stephen Verona – The Rehearsal

### Najlepszy scenariusz oryginalny
- Paddy Chayefsky – Szpital
- Elio Petri, Ugo Pirro –  Śledztwo w sprawie obywatela poza wszelkim podejrzeniem
- Andy Lewis, Dave Lewis –  Klute
- Herman Raucher –  Lato roku 1942
- Penelope Gilliatt –  Ta przeklęta niedziela

### Najlepszy scenariusz adaptowany
- Ernest Tidyman – Francuski łącznik
- Stanley Kubrick –  Mechaniczna pomarańcza
- Bernardo Bertolucci –  Konformista
- Ugo Pirro, Vittorio Bonicelli –  Ogród Finzi-Continich
- Larry McMurtry, Peter Bogdanovich –  Ostatni seans filmowy

### Oscar Honorowy
Charles Chaplin – za całokształt osiągnięć jako reżyser i aktor